# Daniel Navarro
Daniel Navarro García (født 18. juli 1983 i Salamanca) er en professionel spansk professionel landevejsrytter, som kører for det professionelle cykelhold Burgos-Burpellet-BH.
Daniel Navarro Garcia skiftede ved indgangen til 2011 til det danske cykelhold Team Saxo Bank SunGard, hvor han er hentet til sammen med Alberto Contador, Jesus Hernandéz og Benjamin Noval.